# دائه-هو لی
دائه-هو لی (انگلیسی: Dae-ho Lee؛ زادهٔ ۲۱ ژوئن ۱۹۸۲) بازیکن بیس‌بال اهل کره جنوبی است.
وی در مسابقات کشوری و بین‌المللی در مجموع برندهٔ ۲ مدال طلا، ۱ مدال نقره شده‌است.